# Roberto Poggiali
Roberto Poggiali, né le 16 avril 1941 à Florence, est un coureur cycliste italien. Professionnel de 1963 à 1978, il a notamment remporté le Tour de Suisse en 1970 et la Flèche wallonne en 1965.

## Palmarès

### Palmarès amateur
- 1959
  - Coppa Cicogna
- 1962
  -  Champion d'Italie amateurs
  - 9e étape du Tour de l'Avenir
  - Coppa Bonomi
  - Gran Premio Riello
  - Trofeo Ugo Rodinò
- 1963
  - Gran Premio Montanino

### Palmarès professionnel
- 1964
  - 2e du Tour de Toscane
  - 3e du Tour du Tessin
- 1965
  - Flèche wallonne
  - 7e étape du Tour de Catalogne
  - 2e du Tour du Piémont
  - 2e du Tour de Campanie
  - 2e du Tour du Latium
  - 3e du Tour de Sardaigne
  - 3e du GP Montelupo
  - 3e du Tour de Catalogne
  - 8e du Tour d'Italie
  - 9e de Milan-San Remo
- 1966
  - 10e de Milan-San Remo
- 1969
  - 5ea étape de Paris-Nice (contre-la-montre par équipes)
- 1970
  - Prologue du Tour de Romandie (contre-la-montre par équipes)
  - Classement général du Tour de Suisse
  - 2e du Tour de Romagne
  - 3e de Nice-Seillans
  - 6e du Tour de Romandie
- 1971
  - Prologue du Tour d'Italie (contre-la-montre par équipes)
  - Coppa Sabatini
  - 2e du GP Montelupo
  - 3e du Tour d'Ombrie
- 1972
  - Grand Prix de Cannes
  - 2e du Tour d'Ombrie
- 1973
  - 3e étape du Tour des Pouilles
  - 2e du Tour de Toscane
  - 2e du Grand Prix de Forli
  - 9e du championnat du monde sur route
- 1974
  - Tour du Latium
  - 3e du Grand Prix de la ville de Camaiore
- 1975
  - Prologue du Critérium du Dauphiné libéré (contre-la-montre par équipes)
  - Tour du Frioul
  - 3e du Tour du Latium
- 1976
  - Tour d'Ombrie

## Résultats sur les grands tours

### Tour de France
3 participations
- 1967 : 27e
- 1969 : 51e
- 1975 : 22e

### Tour d'Italie
15 participations
- 1963 : 24e
- 1964 : 14e
- 1965 : 8e
- 1966 : 22e
- 1967 : 19e
- 1968 : abandon
- 1969 : 14e
- 1970 : 11e
- 1971 : 32e, vainqueur du prologue (contre-la-montre par équipes)
- 1972 : 31e
- 1973 : 12e
- 1974 : 20e
- 1976 : 12e
- 1977 : 32e
- 1978 : 36e

### Tour d'Espagne
1 participation
- 1968 : 35e